# Pithiviers
Pithiviers /pitiˈvje/ è un comune francese di 8 953 abitanti situato nel dipartimento del Loiret nella regione del Centro-Valle della Loira.

## Società

### Evoluzione demografica
Abitanti censiti
Pithiviers si trova nel centro della Francia, a 48 km da Orleans e 90 da Parigi.
La città è stata fondata dai galli, da dove prende il nome, e poi divenne un accampamento romano. Fu un centro piuttosto importante nel periodo medievale; durante la Seconda Guerra Mondiale ospitò un campo di smistamento, dove passavano i prigionieri che venivano condotti ai campi di concentramento.

## Amministrazione

### Gemellaggi
- Ashby-de-la-Zouch, dal 1960
- Burglengenfeld, dal 1976
- Ovar, dal 1993